# Kościół Najświętszego Serca Pana Jezusa w Płytnicy
Kościół Najświętszego Serca Pana Jezusa – katolicki kościół filialny, zlokalizowany w Płytnicy, w gminie Tarnówka. Należy do parafii Nawiedzenia Najświętszej Maryi Panny w Tarnówce.

## Historia i architektura
Skromną, neogotycką świątynię wybudowano w 1852 dla lokalnych protestantów. Poświęcono ją jako katolicką 24 lutego 1947. Wnętrze zawiera obraz Ukrzyżowanie namalowany w 1812.
Przy kościele drewniana dzwonnica i figura maryjna na kamiennym postumencie, a wokół niej pozostałości dawnych nagrobków z otaczającego kościół cmentarza. Na postumencie figury dwie tablice:
- polskojęzyczna o treści: Pod Twoją obronę uciekamy się Święta Boża Rodzicielko. Płytnica 2007,
- niemieckojęzyczna o treści: Wohl wieget Eines viele Taten auf / sie achten drauf – / Das ist für deines Vaterlandes Not / der Heldentodt. Uhland[3].

## Galeria

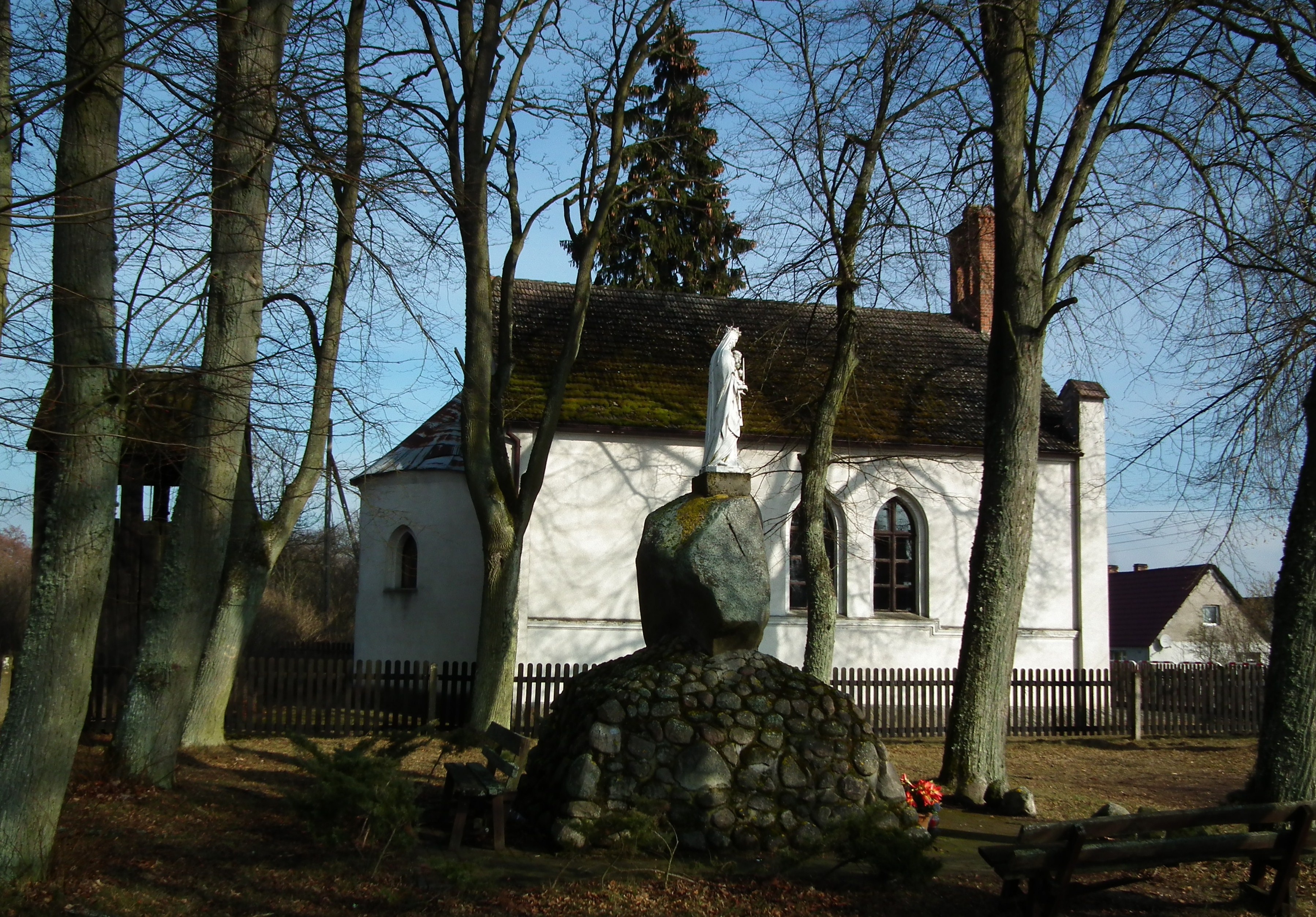
Widok z boku
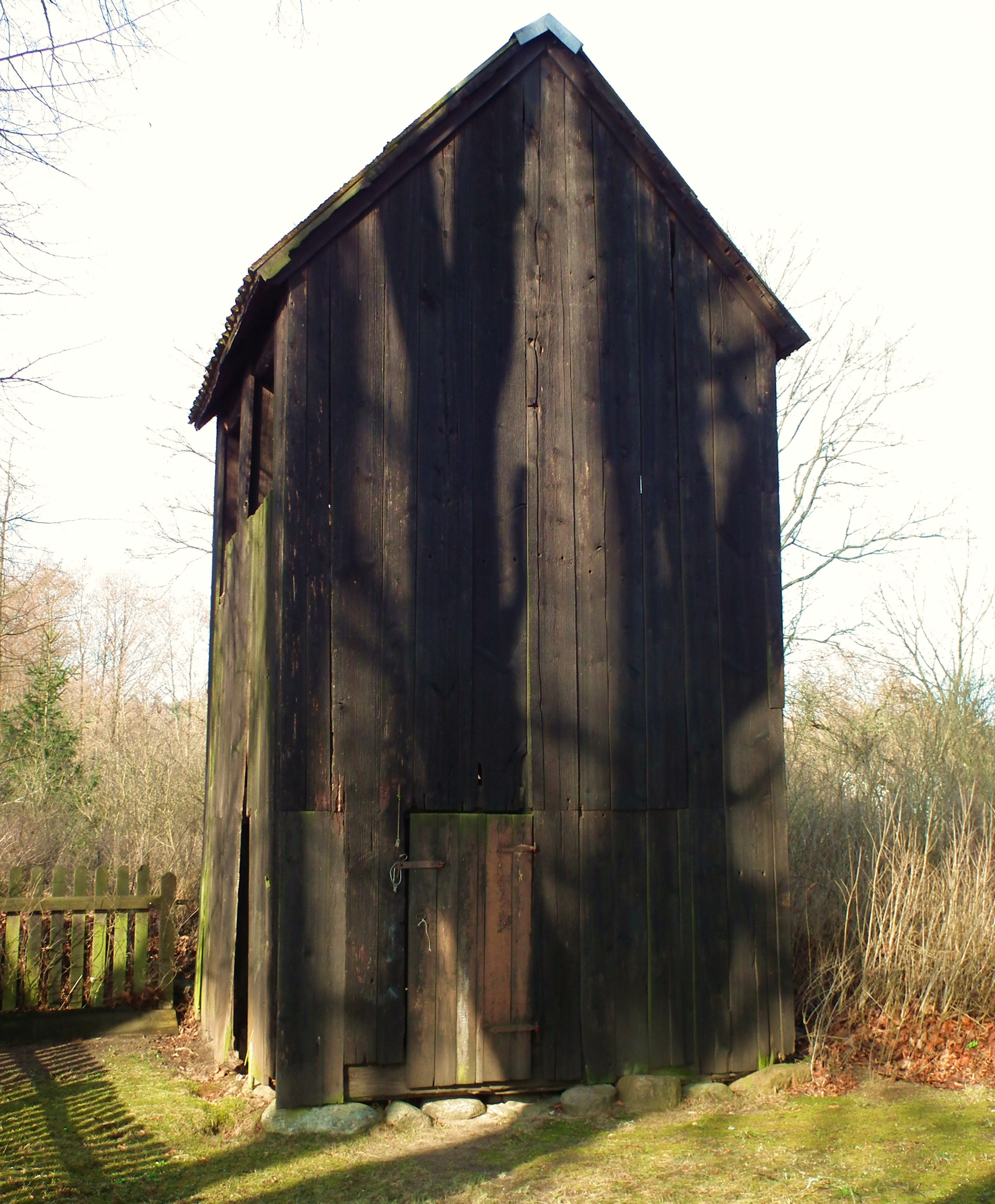
Dzwonnica
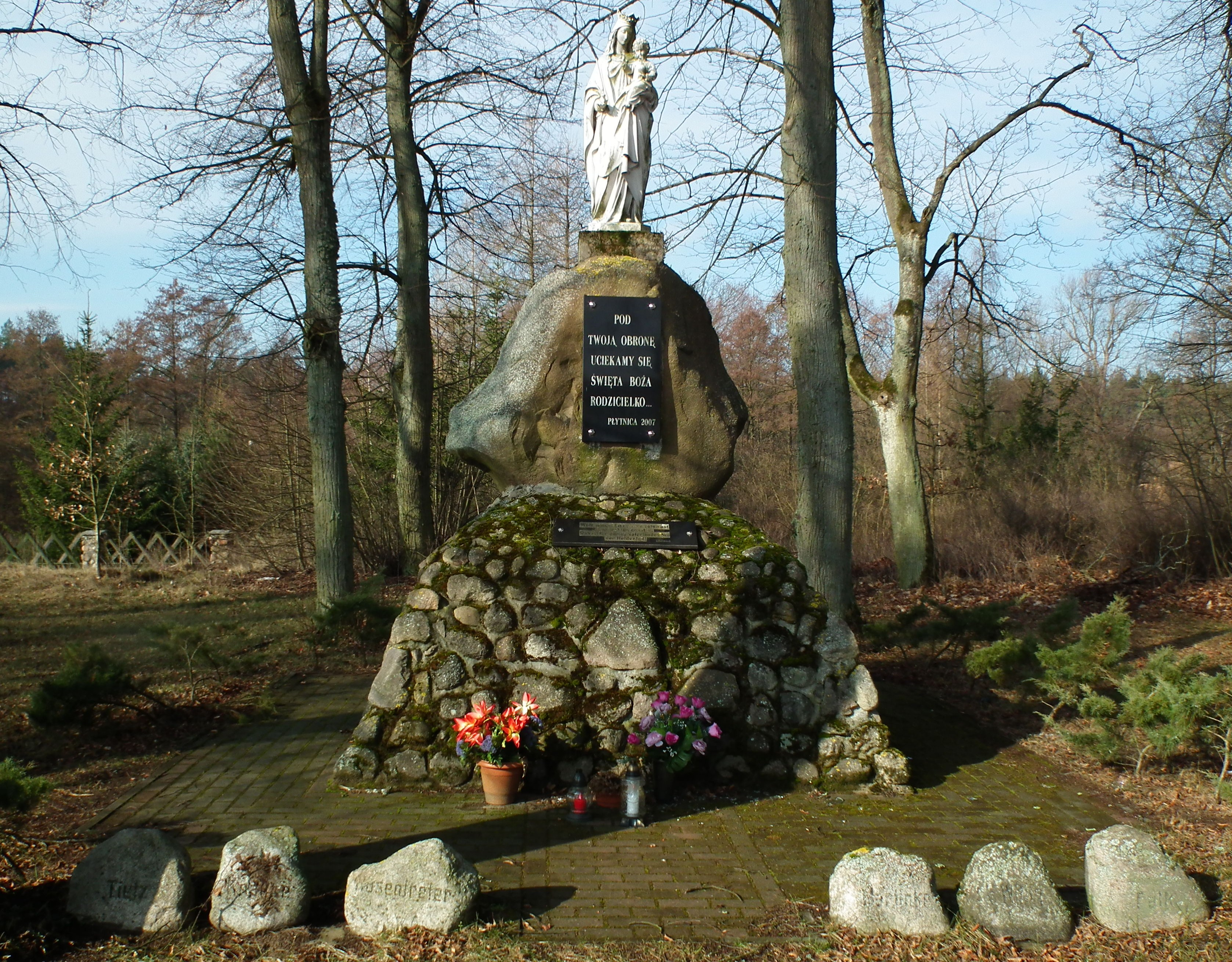
Figura maryjna